# Novruzlu (Saatlı)
Novruzlu è un comune dell'Azerbaigian situato nel distretto di Saatlı.